# Hadrosciurus ignitus
O Hadrosciurus ignitus, é uma espécie de esquilo da América do Sul. Ocorre no Brasil, Colômbia, Bolívia, Peru e até os 2 600 m de altitude na região dos Andes.
- Este artigo foi inicialmente traduzido, total ou parcialmente, do artigo da Wikipédia em inglês cujo título é «Bolivian Squirrel», especificamente desta versão.